# Santiago Llano Grande (kommun)
Santiago Llano Grande är en kommun i Mexiko.   Den ligger i delstaten Oaxaca, i den sydöstra delen av landet, 300 km söder om huvudstaden Mexico City.
Följande samhällen finns i Santiago Llano Grande:
- Santiago Llano Grande
- Rancho Nuevo